# 黄金株
黄金株（おうごんかぶ）とは、株主総会などでの重要議案を否決できる権利を持つ株式をいう。「拒否権付き株式」ともいわれる。譲渡制限が付けられることがある。

## 概要
政府関連機関・公営企業などを民営化する際に、株主構成の極端な変動防止や会社の経営安定を図るために開発されたものであり、その効果から一般の株式会社においても敵対的買収に対する防衛策として用いられている。
実務の世界では、1980年代の半ばにイギリスのサッチャー首相による民営化路線で注目を浴びた。イギリスは将来の解消を決めた上で過渡的に黄金株をつけて交通通信分野を民営化した。
イギリスの海外通信分野の歴史を継承するC&Wを例にすると、黄金株により
1. 会社の任意解散、清算。
2. 会社及び子会社の資産の全部、又は重要な部分の処分。
3. 普通株以外の特別な株式の発行。
4. 如何なる人（原文ではperson。その詳細は細かく規定され外国企業も含まれる）が、会社の株式15％以上を取得すること。
5. 外国人が会社の最高経営責任者になること。

以上の阻止が可能となった。例えば日本の『第2KDD戦争』（「ITJ」と「IDC」の免許争奪）は、C&WがIDCの経営に参加し、IDCが海賊同然に日本市場に土足で踏み込んだと見なした日本の通信各社は、イギリス政府の付与した黄金株でC&Wを保護する態度に反発を招いた一方、中曽根内閣はアメリカ・イギリスの「市場開放」の大義名分の前に沈黙した。
特定の株式に買収に対する拒否権を付与し、その株式を現在の経営陣にとって信頼できる株主に対して付与することによって、他の株式がどのように先行して敵対的買収者に買収されたとしても、当該株式さえ確保していれば、買収に関する決議事項が株主総会で承認されずに、買収が成立しない、という方法論である。
黄金株は1株だけ発行しておけば良く、当該株式の譲渡に対して取締役会の承認を得るなどの譲渡制限を付しておけば、信頼できる第三者ないしは経営陣としてコントロール可能な者を黄金株の株主とすることで、敵対的買収者が普通株式を買い集めることに対する買収防止策になるとされる。
反面、特定の株主のみに、特権的に経営の根幹に関わる買収に関する事項についての拒否権を付与するものであるから、広く一般に対して会社の株式を公開する株式の公開という制度とはなじまない、と考えられることがある。

## アメリカにおける黄金株
アメリカの証券取引所では上場後の黄金株の発行は認めていないが、黄金株を上場前に発行した企業の上場は認められている。著名な例として創業者らにB株を発行しているFacebook, Inc.や、日本製鉄による完全子会社化にあたって米連邦政府に対して黄金株を発行したUSスチールがある。

## 日本における黄金株
2006年の会社法の施行により譲渡制限付きの黄金株の導入が可能になった。仕組み的には拒否権付種類株式（会社法108条1項8号）を利用する。会社法上、黄金株は拒否権付種類株式の使い方の一つという位置づけになる。
経済産業省・法務省のガイドライン（指針）は、敵対的買収に対する予防策として黄金株の導入を認めたが、東京証券取引所（東証）は黄金株を導入した会社について上場を拒否する旨を発表した。このことは株主が協同で企業への資本出資を行いリスクを背負うという株主平等の原則を無視し、経営者の都合のよい経営を助ける者に独占的に強権を与え、それ以外の株主から経営を遠ざけるものという視点からは妥当な対応と考えられたが、東証はその後2005年12月16日に株主総会の決議で無効にできることなど、一定の条件つきで黄金株を認める方針を固めた。
2025年5月現在、黄金株を発行している上場会社はINPEX（旧：国際石油開発帝石）のみであり、経済産業大臣が所有している。なお、拒否権行使には経済産業省告示（令和4年＜2022年＞経済産業省告示第54号）に定める基準があり、一定の重要事項に関してエネルギーの安定供給に資する形でのみ行うこととされている。同年7月にラピダスの経営再建の条件として経産省が黄金株の発行を求めていると報じられている。